# Carola Zirzow
Carola Zirzow (n. 15 septembrie 1954, Prenzlau, Brandenburg, Germania) este o caiacistă, medaliată olimpică. A participat la o ediție a Jocurilor Olimpice (1976) în care a câștigat o medalie de aur și o medalie de bronz.